# Димитър Тодоров (актьор)
Димитър Тодоров е български куклен и озвучаващ актьор.

## Биография
Тодоров е роден на 18 август.
Завършва НАТФИЗ „Кръстю Сарафов“ със специалност „Актьорско майсторство за куклен театър“.
Той играе в множество представления в Столичен куклен театър, измежду които са „Снежната кралица“, „Вампирова булка“, „Часовете“, „По следите на Дядо Коледа“, „Кой обича Червената шапчица?“, „Свят/О“ „Картини от една изложба“, „Бурята“, „Жената с главно М“, „Продаденият смях“, „Малката кибритопродавачка“, „Американски мюзикъл“, „Карлсон“, „Малкият мук“ и „Малкият принц“.
Също така играе в Театър Ателие 313, измежду които са „Аладин и вълшебната лампа“,„Деволюция“ и  „Машината на Ян Бибиян“.
Тодоров е популярен с ролята си на Дядо Коледа в различни коледни тържества.
От 2010 г. озвучава в нахсинхронните дублажи на студио „Александра Аудио“.

## Участия в театъра
Столичен куклен театър
1. „Снежната кралица“ по Ханс Кристиан Андерсен – режисьор Иван Райков[4][5]
2. „Вампирова булка“ по Николай Райнов – режисьор Тодор Вълов[6][7][8]
3. „Часовете“ – автор и режисьор Ивет Лазарова-Торосян[9][10]
4. „По следите на Дядо Коледа“ от Румен Николов – режисьор Бисерка Колевска[11][12]
5. „Кой обича Червената шапчица?“[13][14]
6. „Свят/О“ – постановка Дуда Пайва[15]
7. 2012 – „Картини от една изложба“ – сценарий и режисура Бисерка Колевска[16][17][18]
8. „Бурята“ от Уилям Шекспир – режисьор Катя Петрова[19][20]
9. „Жената с главно М“ – режисьор Димитър Стефанов[21][22]
10. „Продаденият смях“ от Джеймс Крюс – режисьор Елица Петкова[23][24]
11. 2015 – „Малката кибритопродавачка“ по Ханс Кристиан Андерсен – режисьор Тодор Вълов[25][26][27]
12. 2015 – „Американски мюзикъл“[28][29][30][31]
13. 2018 – „Карлсон“ от Астрид Линдгрен – режисьор Тодор Вълов[32][33][34][35]
14. „Малкият Мук“ от Вилхелм Хауф – режисьор Тодор Вълов[36][37]
15. „Малкият принц“ от Антоан дьо Сент-Екзюпери[38][39]

Театър Ателие 313
1. „Аладин и вълшебната лампа“ по приказките „1001 нощ“ на Шехерезада (авторски спектакъл)[40]
2. 2011 – „Деволюция“[41][42][43][44]
3. 2012 – „Машината на Ян Бибиян“ от Елин Пелин – режисьор Петър Пашов-младши[45][46]

Нов театър – НДК
- „Рибарят и златната рибка“ (авторски спектакъл)[47]

## Роли в дублажа
Сериали
- „Батман: Дръзки и смели“ (от втори сезон), 2011
- „OK, Кей О! Да бъдем герои!“ – Рад, 2017

Филми
- „DC Лигата на супер-любимците“ – Карл, 2022
- „Аз, проклетникът 2“ – Други гласове, 2013
- „Баз Светлинна година“ – Други гласове, 2022
- „Героичната шесторка“ – Други гласове, 2014
- „Енканто“ – Други гласове, 2021
- „Играта на играчките: Пътешествието“ – Носорога Карл/Извънземни, 2019
- „Космически забивки: Нови легенди“ – Агент/Клей Томпсън/Пожарникар, 2021
- „Ледена епоха 5: Големият сблъсък“ – Гавин, 2016
- „Лимонадената банда“ – Други гласове, 2011
- „Мармадюк“ – Други гласове, 2010
- „Миньоните 2“ – Юмрука, 2022
- „Мулан“ – Други гласове, 2020
- „Рая и последният дракон“, 2021
- „Том и Джери: Мисия до Марс“ (дублаж на Александра Аудио), 2012
- „Чудната петорка“ – Други гласове, 2012